# بورات الباريوم
```
بورات الباريوم
```

```
التعريف : تعرف بورات الباريوم على انها مركب غير عضوي يمتلك الرمز BaB2O4 أو الرمز Ba(BO2)2 ويتوفر في الطبيعة على شكل هيدرات أو مسحوق ابيض أو بلورات عديمة اللون (شفافة) , وتوجد البلورات في طور درجة الحرارة العالية الفا α))وطور درجة الحرارة المنخفضة بيتا β) ),
```

```
وتختصر ب (BBO) بحيث يعرف BBO على انه مادة بصرية خطية شائع,وفي كلا الطورين (الفا وبيتا ) توجد BBO في صورة غير متصدعة .
```

الخصائص : 1- توجد بورات الباريوم في شكلين بلوريين رئيسيين وهما (الفا وبيتا ) وتتحول مرحلة بيتا منخفضة الحرارة إلى المرحلة الفا عند التسخين إلى درجة حرارة 952 بمقياس السليسيوس .
2- تختلف بورات الباريوم من النوع بيتا عن النوع الفا في مواضع ايونات الباريوم دخل البلورة .
```
3- كلتا المرحلتين متصدعتان، لكن الطور α يمتلك تناظرًا مركزيًا وبالتالي ليس له نفس الخصائص غير الخطية مثل الطور β
```

```
 
```

```
4
- 
بورات الباريوم من النوع الفا BaB2O4 تمتاز بنافذة انتقال بصري واسعة للغاية من حوالي (190-3500) نانو ميتر فهي تمتلك
 
خصائص ميكانيكية جيدةوهي مادة مناسبة لبصريات الاستقطاب فوق البنفسجية عالية الطاقة وبالتالي فهي يمكن أن تحل محل الكالسيت ، وثاني أكسيد التيتانيوم أو نيوبات الليثيوم في منشورات غلان تايلور ، وموشورات غلان طومسون ، ومقسّمات حزمة الانطلاق والمكونات البصرية الأخرى,اما بالنسبة لمقياس موس للصلابة لها فأنه يساوي 4.5  ..
```

```
 
```

```
5- بورات باريوم بيتا BaB2O4 هي مادة بصرية غير خطية شفافة المدى ومداها هو (190-3300) نانو ميتر , بحيث يمكن استخدامه للتحويل التلقائي لمعايير محددة , ومقياس صلابة موس لها يساوي 4.5 أيضا..
```

```
6- ومن أهم الخصائص المشتركة هي ان بورات الباريوم تمتلك انكساراً عكسياً قوي وأحادي المحور في المرحلة الأولى من سقوط الضوء عليه , ويمكن ان يتطابق مع المرحلة الثانية من النوع 1 (000) التوافقية الثانية بحيث تمتد من (409.6-3500) نانو ميتر ..
```

```
ونظراًلأن حساسية درجة حرارة مؤشرات الأنكسار منخفضة(50درجة مؤية)فأن هذا يؤدي إلى نشوء حجم كبير بشكل اعتيادي .
```

```
 
```

```
التركيب :
```

```
*يمكن تحضير بورات الباريوم عن طريق تفاعل محلول مائي من حمض البوريك مع 
هيدروكسيد الباريوم
.تحتوي بورات الباريوم المحضرة على ماء التبلور الذي يمكن ازالته بشكل غير كامل عن طريق التجفيف عند 120 درجة مئوية.
```

```
* يمكن تحضير بورات الباريوم المجفف بالتسخين إلى 300-400 درجة مئوية.
```

```
يؤدي التكلس عند حوالي 600-800 درجة مئوية إلى تحويل كامل إلى النموذج β .
```

```
يحتوي BBO المحضر بهذه الطريقة على كميات كبيرة من BaB2O2.
```

```
يمكن زراعة بلورات BBO للبصريات غير الخطية من ذوبان متدفق من بورات الباريوم و
أكسيد الصوديوم
 وكلوريد الصوديوم.
```

*يمكن تحضير الاغشية الرقيقة لبلورات الباريوم بواسطة مادة تسمى mocvd  وبحيث ان تركيبها الكيميائي هو (II) هيدرو ثلاثي (1-بيرازوليل) ويمكن الحصول على مراحل مختلفة اعتمادا على حرارة الترسيب , ويمكن تحضير اغشية رقيقة من بورات الباريوم من النوع بيتا عن طريق توليف جل الهلام .
*يوجد مادة تسمى مونوهيدرات بورات الباريوم وهي مادة يتم تحضيرها من محلول كبريتيد الباريوم ورباعي الصوديوم , وهو مسحوق ابيض يتم استخدامه كمادة مضافة فعلى سبيل المثال الدهانات وتستخدم كمثبطات للهب والعفن والتآكل كما انها تستخدم كصبغة بيضاء .
*يتم تحضير هيدرات بورات الباريوم من محلول متابورات الصوديوم وكلوريد الباريوم عند حرارة بمتوسط (90-95) درجة مؤية , وبعدها يتم التبريد بدرجة حرارة الغرفة ويقوم المسحوق الابيض بتسريع العملية .
```
التطبيقات :
```

```
1-      BBO : هي بلورة بصرية غير خطية شائعة , ويمكن إنتاج الفوتونات المرتبطة بكمية مع بورات الباريوم من النوع بيتا , ومن أهم استخداماته : كمبيد للجراثيم والفطريات ,ويضاف إلى الدهانات والطلاء والمواد الااصقة والبلاستيك والمنتجات الورقية
```

```
2-      بورات الباريوم المقاوم للأشعة فوق البنفسجية ,يمكن ان يعمل كمثبت للأشعة فوق البنفسجية لكلوريد البولي فينل , ولكن يوجد عيب في بورات الباريوم عند استخدامه كصبغة ,ولكن يأتي صبغ الباريوم شائعا في ثلاث درجات وهي الصف الأول وهو الباريوم نفسه , في حين يتكون الصف الثاني من (27 بالمئة) من اوكسيد الزنك ,ويضاف إلى الدرجة الثالثة( 18 بالمئة) من أكسيد الزنك و(29
```

```
بالمئة )من كبريتات الكالسيوم .
```

```
 
```

```
3- يستخدم بورات الباريوم كتدفق في بعض تيتانات الباريوم والرصاص والزركونيت EIA الفئة 2 من السيراميك العازل للمكثفات الخزفية بمعدل (2بالمئة ) تقريباً
```

```
4- يمكن استخدام زجاج الرماد المتطاير من الباريوم كدرع للأشعاع , حيث ان هذه التقنية أكثر فاعلية من الاداء على الخرسانة وغيرها من نظارات بورات الباريوم .
```

المراجع
1.    Barium Borate (a-BBO) Crystal. casix.com
2.   ^ Jump up to:a b c BBO Crystals – Beta Barium Borate and Lithium Borate Archived February 12, 2012, at the Wayback Machine. clevelandcrystals.com
3.   ^ Guiqin, Dai; Wei, Lin; An, Zheng; Qingzhen, Huang; Jingkui, Liang (1990). "Thermal Expansion of the Low-Temperature Form of BaB2O4". Journal of the American Ceramic Society. 73 (8): 2526–2527. doi:10.1111/j.1151-2916.1990.tb07626.x.
4.   ^ Nikogosyan, D. N. (1991). "Beta barium borate (BBO)". Applied Physics A. 52 (6): 359–368. Bibcode:1991ApPhA..52..359N. doi:10.1007/BF00323647.
5.   ^ Alpha Barium Borate. Roditi.com. Retrieved on 2012-01-15.
6.   ^ Jump up to:a b Ross, Sidney D. "Barium borate preparation" U.S. Patent 4,897,249 issued January 30, 1990
7.   ^ Gualtieri, Devlin M.; Chai, Bruce H. T. "High temperature solution growth of barium borate (BaB2O4)" U.S. Patent 4,931,133 issued June 5, 1990
8.   ^ Malandrino, G.; Lo Nigro, R.; Fragalà, I. L. (2007). "An MOCVD Route to Barium Borate Thin Films from a Barium Hydro-tri(1-pyrazolyl)borate Single-Source Precursor". Chemical Vapor Deposition. 13 (11): 651. doi:10.1002/cvde.200706611.
9.   ^ C. Lu; S. S. Dimov & R. H. Lipson (2007). "Poly(vinyl pyrrolidone)-Assisted Sol−Gel Deposition of Quality β-Barium Borate Thin Films for Photonics Applications". Chem. Mater. 19 (20): 5018. doi:10.1021/cm071037m.
10. ^ Dale L. Perry; Sidney L. Phillips (1995). Handbook of inorganic compounds. Nature. 177. CRC Press. p. 3. Bibcode:1956Natur.177..639.. doi:10.1038/177639a0. ISBN 978-0-8493-8671-8.
11. ^ Henry Warson; C. A. Finch (2001). Applications of Synthetic Resin Latices: Latices in surface castings : emulsion paints. John Wiley and Sons. pp. 885–. ISBN 978-0-471-95461-3. Retrieved 15 January 2012.
12. ^ Koskiniemi, Mark S "Calcium pyroborate as a microbicide for plastics" U.S. Patent 5,482,989 issued 01/09/1996
13. ^ J. V. Koleske (1995). Paint and coating testing manual: fourteenth edition of the Gardner-Sward handbook. 17. ASTM International. ISBN 978-0-8031-2060-0.
14. ^ K. Singh; Indurkar, Aruna (1988). "Dielectrics of lead zirconate bonded with barium borate glass" (PDF). Bull. Mater. Sci. 11: 55. doi:10.1007/BF02744501.
15. ^ Singh, Sukhpal; Kumar, Ashok; Singh, Devinder; Thind, Kulwant Singh; Mudahar, Gurmel S. (2008). "Barium-borate-flyash glasses : As radiation shielding materials". Nuclear Instruments and Methods in Physics Research Section B. 266 (1): 140. Bibcode:2008NIMPB.266..140S. doi:10.1016/j.nimb.2007.10.018.
1. ↑  Barium Borate (a-BBO) Crystal. casix.com نسخة محفوظة 29 أبريل 2020 على موقع واي باك مشين.
2. ↑  Guiqin، Dai؛ Wei، Lin؛ An، Zheng؛ Qingzhen، Huang؛ Jingkui، Liang (1990). "Thermal Expansion of the Low-Temperature Form of BaB2O4". Journal of the American Ceramic Society. ج. 73 ع. 8: 2526–2527. DOI:10.1111/j.1151-2916.1990.tb07626.x.